# Randia tubericollis
Randia tubericollis är en måreväxtart som beskrevs av Borhidi, E.Martínez och A.Nava. Randia tubericollis ingår i släktet Randia och familjen måreväxter. Inga underarter finns listade i Catalogue of Life.